# Ironman Hawaï 1990
De Ironman Hawaï 1990 is een triatlonwedstrijd, die wordt beschouwd als het wereldkampioenschap triatlon voor de Ironman Afstand (3,86 km zwemmen - 180,2 km fietsen - 42,195 km hardlopen). Deze 14e editie van de Ironman Hawaï vond plaats op zaterdag 15 oktober 1990. Er werd gestart op het eiland Hawaï in Kailua-Kona.
De wedstrijd bij de mannen werd net als de vorige editie gewonnen door de Amerikaan Mark Allen. Dit was de tweede maal dat hij op het hoogste schavot mocht staan. Met een finishtijd van 8:28.17 had hij een voorsprong van elf minuten op zijn landgenoot Scott Tinley. Bij de vrouwen kreeg ditmaal de Zimbabwaanse Paula Newby-Fraser klop van de Amerikaanse Erin Baker. Baker finishte in 9:13.42 en was hiermee ruim zes minuten sneller dan de Zimbabwaanse.
De beste Nederlander was Rob Barel die met 8:45.48 en een vierde plaats een paar minuten tekortkwam voor een podiumplaats. Henry Kiens werd tweede Nederlander en behaalde met een tijd van 8:46.36 een zesde plaats. Bij de dames wist Irma Zwartkruis met een tijd van 10:17.21 zich in de top-10 te nestelen.

## Uitslagen

### Mannen
| rang   | naam         | land | totaaltijd | zwemmen | fietsen | lopen   |
| ------ | ------------ | ---- | ---------- | ------- | ------- | ------- |
| Goud   | Mark Allen   | USA  | 8:28.17    | 0:51.43 | 4:43.45 | 2:52.48 |
| Zilver | Scott Tinley | USA  | 8:37.40    | 0:52.36 | 4:51.33 | 2:53.30 |
| Brons  | Pauli Kiuru  | FIN  | 8:39.24    | 0:52.48 | 4:51.32 | 2:55.04 |
| 4      | Rob Barel    | NED  | 8:45.48    | 0:52.20 | 4:50.24 | 3:03.03 |
| 5      | Greg Welch   | AUS  | 8:46.07    | 0:51.51 | 4:52.20 | 3:01.56 |
| 6      | Henry Kiens  | NED  | 8:46.36    | 0:51.48 | 4:52.26 | 3:02.21 |
| 7      | Paul Huddle  | USA  | 8:47.37    | 0:53.47 | 4:51.30 | 3:03.19 |
| 8      | Jürgen Zäck  | GER  | 8:50.17    | 0:53.46 | 4:49.05 | 3:07.26 |
| 9      | Ray Browning | USA  | 8:57.06    | 0:52.17 | 4:51.54 | 3:12.54 |
| 10     | Jeff Devlin  | USA  | 8:57.29    | 0:57.20 | 4:55.59 | 3:04.09 |

### Vrouwen
| rang   | naam                 | land | totaaltijd | zwemmen | fietsen | lopen   |
| ------ | -------------------- | ---- | ---------- | ------- | ------- | ------- |
| Goud   | Erin Baker           | USA  | 9:13.42    | 0:56.37 | 5:12.52 | 3:04.13 |
| Zilver | Paula Newby-Fraser   | USA  | 9:20.01    | 0:57.05 | 5:14.45 | 3:08.10 |
| Brons  | Terry Schneider      | USA  | 10:00.34   | 1:01.56 | 5:32.12 | 3:26.25 |
| 4      | Amy Aikman           | USA  | 10:02.54   | 1:00.00 | 5:38.04 | 3:24.49 |
| 5      | Jan Wanklyn          | USA  | 10:04.33   | 0:55.02 | 5:46.09 | 3:23.21 |
| 6      | Kirsten Hanseen Ames | USA  | 10:08.02   | 0:55.06 | 5:31.07 | 3:31.49 |
| 7      | Tina Bischoff        | USA  | 10:13.10   | 0:55.17 | 5:52.05 | 3:25.46 |
| 8      | Krista Whelan        | USA  | 10:15.12   | 1:02.38 | 5:39.29 | 3:33.03 |
| 9      | Fernanda Keller      | BRA  | 10:16.44   | 1:01.33 | 5:41.52 | 3:33.18 |
| 10     | Irma Zwartkruis      | NED  | 10:17.21   | 1:00.15 | 5:31.35 | 3:45.31 |

1978 · 
1979 · 
1980 · 
1981 · 
1982 (feb.) · 
1982 (okt.) · 
1983 · 
1984 · 
1985 · 
1986 · 
1987 · 
1988 · 
1989 · 
1990 · 
1991 · 
1992 · 
1993 · 
1994 · 
1995 · 
1996 · 
1997 · 
1998 · 
1999 · 
2000 · 
2001 · 
2002 · 
2003 · 
2004 · 
2005 · 
2006 · 
2007 · 
2008 · 
2009 · 
2010 · 
2011 · 
2012 · 
2013 · 
2014 · 
2015 · 
2016 · 
2017 · 
2018 · 
2019